# San Lorenzo Tlacotepec
San Lorenzo Tlacotepec es una comunidad del municipio de Atlacomulco, en el Estado de México. Su principal industria es la floricultura.

## Historia
La localidad de San Lorenzo Tlacotepec está situado en el Municipio de Atlacomulco (en el Estado de México). Aproximadamente a 10 minutos. Tiene 4730 habitantes. San Lorenzo Tlacotepec está a 2550 metros de altitud. Anteriormente se hablaba el mazahua, hoy en día son pocas las personas que lo hacen.
La actividad económica a la que se dedica la mayoría de la gente es la floricultura. En el pueblo hay varios invernaderos, en algunos casos sus productos son de exportación.
Las plantas de mayor calidad pueden alcanzar hasta 350 pesos, como son los árboles o maxiárboles que alcanzan 130 cm y están en un contenedor de 20 litros.
En cuanto a la educación ha crecido mucho, ya que cuenta con preescolar, primaria, secundaria y preparatoria. Cuenta con un centro de salud el cual se ha hecho más grande por la cantidad de población que llegan a requerir atención médica. También es conocido porque pasa el río Lerma, el cual aporta el abastecimiento de agua para los invernaderos, e incluso las aguas ya van tratadas, en general la floricultura se ha ido heredando ya que los invernaderos abarcan un tercio de lo que es la localidad, la floricultura de la localidad se ha enviado a diferentes estados de la república, como por ejemplo Mazatlán, Guayabitos, Monterrey, Colima entre otros estados.